# Pływanie na Letnich Igrzyskach Olimpijskich 2012 – 50 m stylem dowolnym mężczyzn
Wyścig na 50 m stylem dowolnym mężczyzn jest jedną z konkurencji pływackich rozgrywanych podczas XXX Igrzysk Olimpijskich w Londynie.
Wyznaczone przez FINA minima kwalifikacyjne wynosiły 22,11 (minimum A) oraz 22,88 (minimum B).
Obrońcą tytułu jest Brazylijczyk César Cielo.
Mistrzem olimpijskim w tej konkurencji został Francuz Florent Manaudou.

## Rekordy
| Rekord świata     | César Cielo (BRA)        | 20,91 | São Paulo, Brazylia  | 18.12.2009 |
| Rekord olimpijski | César Cielo (BRA)        | 21,30 | Pekin, Chiny         | 16.08.2008 |
| Rekord Afryki     | Roland Schoeman (RPA)    | 21,67 | Pekin, Chiny         | 16.08.2008 |
| Rekord Ameryki    | César Cielo (BRA)        | 20,91 | São Paulo, Brazylia  | 18.12.2009 |
| Rekord Azji       | Shi Runqiang (CHN)       | 21,95 | Pekin, Chiny         | 16.08.2008 |
| Rekord Europy     | Frédérick Bousquet (FRA) | 20,94 | Montpellier, Francja | 26.04.2009 |
| Rekord Oceanii    | Ashley Callus (AUS)      | 21,19 | Canberra, Australia  | 26.11.2009 |

## Terminarz
| Data                      | Czas  | Runda      |
| ------------------------- | ----- | ---------- |
| Czwartek, 2 sierpnia 2012 | 10:00 | Eliminacje |
| Czwartek, 2 sierpnia 2012 | 19:32 | Półfinały  |
| Piątek, 3 sierpnia 2012   | 20:09 | Finał      |

## Wyniki

### Eliminacje
Do zawodów przystąpiło 58 zawodników. Zostali podzieleni na 8 biegów. Awans uzyskiwało 16 z najlepszymi czasami. Ostatni wynik dający awans wynosił 22,27.

#### Bieg 1
| Pozycja | Zawodnik           | Wynik | Uwagi |
| ------- | ------------------ | ----- | ----- |
| 1.      | Christian Nassif   | 28,04 |       |
| 2.      | Phathana Inthavong | 28,17 |       |
| 3.      | Wilfried Tevoedjre | 28,77 |       |

#### Bieg 2
| Pozycja | Zawodnik               | Wynik | Uwagi |
| ------- | ---------------------- | ----- | ----- |
| 1.      | Abdourahman Osman      | 27,25 |       |
| 2.      | Mohamed Elkhedr        | 27,26 |       |
| 3.      | Ching Wei              | 27,30 |       |
| 4.      | Jackson Niyomugabo     | 27,38 |       |
| 5.      | Ganzi Mugula           | 27,58 |       |
| 6.      | Paul Edingue Ekane     | 27,87 |       |
| 7.      | Mulualem Girma Teshale | 28,99 |       |

#### Bieg 3
| Pozycja | Zawodnik            | Wynik | Uwagi |
| ------- | ------------------- | ----- | ----- |
| 1.      | Kerson Hadley       | 24,82 |       |
| 2.      | Adama Ouedraogo     | 25,26 |       |
| 3.      | Emile Bakale        | 25,64 |       |
| 4.      | Kouassi Brou        | 25,82 |       |
| 5.      | Tolga Akcayli       | 26,88 |       |
| 6.      | Giordan Harris      | 26,27 |       |
| 7.      | Prasiddha Jung Shah | 26,93 |       |
| 8.      | Ponloeu Hemthon     | 27,03 |       |

#### Bieg 4
| Pozycja | Zawodnik             | Wynik | Uwagi |
| ------- | -------------------- | ----- | ----- |
| 1.      | Roy Burch            | 22,47 | NR    |
| 2.      | Barry Murphy         | 22,76 |       |
| 3.      | Shehab Younis        | 23,16 |       |
| 4.      | Luke Hall            | 23,48 |       |
| 5.      | Kareem Ennab         | 24,09 |       |
| 6.      | Chakyl Pfiffer Camal | 24,43 |       |
| 7.      | Mahfizur Md Rahman   | 24,64 |       |
| 8.      | Zachary Payne        | 25,26 |       |

#### Bieg 5
| Pozycja | Zawodnik         | Wynik | Uwagi |
| ------- | ---------------- | ----- | ----- |
| 1.      | Jasper Aerents   | 22,43 |       |
| 2.      | Yang Shi         | 22,64 |       |
| 3.      | David Dunford    | 22,72 |       |
| 4.      | Mario Todorović  | 22,75 |       |
| 5.      | Árni Már Árnason | 22,81 | =     |
| 6.      | Brett Fraser     | 22,91 |       |
| 7.      | Kacper Majchrzak | 23,00 |       |
| 8.      | Federico Grabich | 23,30 |       |

#### Bieg 6
| Pozycja | Zawodnik          | Wynik | Uwagi |
| ------- | ----------------- | ----- | ----- |
| 1.      | George Bovell     | 21,77 | Q     |
| 2.      | Anthony Ervin     | 21,83 | Q     |
| 3.      | Andriej Grieczin  | 22,09 | Q     |
| 4.      | Krisztián Takács  | 22,19 | Q     |
| 5.      | Norbert Trandafir | 22,22 | Q,    |
| 6.      | Stefan Nystrand   | 22,32 |       |
| 7.      | Adam Brown        | 22,39 |       |
| 8.      | Hanser García     | 22,45 |       |

#### Bieg 7
| Pozycja | Zawodnik            | Wynik | Uwagi |
| ------- | ------------------- | ----- | ----- |
| 1.      | Roland Schoeman     | 21,92 | Q     |
| 2.      | Cullen Jones        | 21,95 | Q     |
| 3.      | Andrij Howorow      | 22,09 | Q     |
| 4.      | James Magnussen     | 22,11 | Q     |
| 5.      | Eamon Sullivan      | 22,27 | Q     |
| 6.      | Amaury Leveaux      | 22,35 |       |
| 7.      | Marco Orsi          | 22,36 |       |
| 8.      | Ari-Pekka Liukkonen | 22,57 |       |

#### Bieg 8
| Pozycja | Zawodnik          | Wynik | Uwagi |
| ------- | ----------------- | ----- | ----- |
| 1.      | César Cielo       | 21,80 | Q     |
| 2.      | Bruno Fratus      | 21,82 | Q     |
| 3.      | Florent Manaudou  | 22,09 | Q     |
| 4.      | Luca Dotto        | 22,12 | Q     |
| 4.      | Gideon Louw       | 22,12 | Q     |
| 6.      | Brent Hayden      | 22,15 | Q     |
| 7.      | Siergiej Fiesikow | 22,42 |       |
| 8.      | Janis Kalargaris  | 22,80 |       |

### Półfinały

#### Półfinał 1
| Pozycja | Zawodnik         | Wynik | Uwagi |
| ------- | ---------------- | ----- | ----- |
| 1.      | Cullen Jones     | 21,54 | Q     |
| 1.      | César Cielo      | 21,54 | Q     |
| 3.      | Anthony Ervin    | 21,62 | Q     |
| 4.      | Eamon Sullivan   | 21,88 | Q     |
| 5.      | Gideon Louw      | 21,92 |       |
| 6.      | James Magnussen  | 22,00 |       |
| 7.      | Krisztián Takács | 22,01 |       |
| 8.      | Andrij Howorow   | 22,12 |       |

#### Półfinał 2
| Pozycja | Zawodnik          | Wynik | Uwagi |
| ------- | ----------------- | ----- | ----- |
| 1.      | Bruno Fratus      | 21,63 | Q     |
| 2.      | George Bovell     | 21,77 | Q     |
| 3.      | Florent Manaudou  | 21,80 | Q     |
| 4.      | Roland Schoeman   | 21,88 | Q     |
| 5.      | Andriej Grieczin  | 21,98 |       |
| 6.      | Luca Dotto        | 22,09 |       |
| 7.      | Brent Hayden      | 22,12 |       |
| 8.      | Norbert Trandafir | 22,30 |       |

#### Finał
| Pozycja | Zawodnik         | Wynik | Uwagi |
| ------- | ---------------- | ----- | ----- |
|         | Florent Manaudou | 21.34 |       |
|         | Cullen Jones     | 21.54 |       |
|         | César Cielo      | 21.59 |       |
| 4.      | Bruno Fratus     | 21.61 |       |
| 5.      | Anthony Ervin    | 21.78 |       |
| 6.      | Roland Schoeman  | 21.80 |       |
| 7.      | George Bovell    | 21.82 |       |
| 8.      | Eamon Sullivan   | 21.98 |       |